# جو هاريس
جو هاريس (بالإنجليزية: Joe Harris) مواليد 7 سبتمبر 1991، هو لاعب كرة سلة أمريكي ويحمل الرقم 12. يبلغ طوله 6 قدم 6 بوصة (2.0 م).

## فرق لعب لها
- كليفلاند كافالييرز

## روابط خارجية
- جو هاريس على موقع إن بي أي (الإنجليزية)
- جو هاريس على موقع سبورتس رفرنس (الإنجليزية)
- جو هاريس على موقع كرة السلة الأوروبية.كوم (الإنجليزية)
- جو هاريس على موقع إي إس بي إن.كوم (الإنجليزية)
- جو هاريس على موقع كلية كرة السلة في سبورتس رفرنس.كوم (الإنجليزية)
- جو هاريس على موقع ريلجم (الإنجليزية)
- جو هاريس على موقع بروبوليرز (الإنجليزية)
- جو هاريس على موقع سبورتس رفرنس (الإنجليزية)
- جو هاريس على موقع سبورتس رفرنس (الإنجليزية)